# Bahía de Banderas
Bahía de Banderas é um município do estado do Nayarit, no México.